# NGC 2362
NGC 2362 es un cúmulo abierto situado en la constelación del Can Mayor a una distancia de 5400 años luz del Sol visible con telescopios pequeños, centrado en la estrella Tau Canis Majoris, la cual es su miembro más brillante, y muy joven, con una edad estimada en 4-5 millones de años.

## Características
El cúmulo contiene alrededor de tres docenas de estrellas de espectro O y B además de más de 100 estrellas de baja masa que aún no han entrado en la secuencia principal, y se halla en un entorno que incluye al norte la estrella variable eclipsante de tipo Beta Lyrae 29 Canis Majoris y al sureste a la estrella hipergigante roja VY Canis Majoris y a la nebulosa oscura LBN 667. Interesantemente, pese a su juventud, no está rodeado por nebulosidad -lo que ha hecho pensar que los vientos estelares de las estrellas del cúmulo han expulsado el gas y el polvo a partir del cual se formó-.
Dada su juventud, NGC 2362 también ha sido estudiado para investigar la formación de planetas alrededor de estrellas similares al Sol